# بوبي جو كونراد
بوبي جو كونراد (بالإنجليزية: Bobby Joe Conrad)‏ هو لاعب كرة قدم أمريكية أمريكي، ولد في 17 نوفمبر 1935 في كليفتون في الولايات المتحدة.

## وصلات خارجية
- بوبي جو كونراد على موقع مرجع كرة القدم المحترفة.كوم (الإنجليزية)